# 錫安 (阿肯色州)
錫安（英語：Zion）是位於美國阿肯色州伊澤德縣的一個非建制地區。該地的面積和人口皆未知。

## 地理
錫安的座標為36°04′49″N 91°46′12″W / 36.08028°N 91.77000°W，而該地的平均海拔高度為211米（即692英尺）。